# Mártires de Tavira
Os Mártires de Tavira são objeto de uma devoção popular de Tavira que remonta ao século XIV, mas que nunca recebeu confirmação apostólica. A veneração era dirigida a um conjunto de um comendador-mor, 5 freires-cavaleiro de Santiago e um mercador que, segundo a chamada Crónica da Conquista do Algarve, morreram às mãos de da populaça de Tavira quando ainda cidade estava ainda sob domínio muçulmano. Segundo a mesma fonte, este martírio está na origem da conquista de Tavira.

## História
No dia 9 de Julho de 1242, no Campo das Antas entre Faro e Tavira, teria ocorrido o martírio. As circunstâncias do acontecimento são mal conhecidas. Segundo a chamada Crónica da Conquista do Algarve, o episódio teve lugar quando Cacela era a única testa-de-ponte cristã no Algarve e estava ocupada por Paio Peres Correia e pelos seus freires-cavaleiros da Ordem Militar de Santiago. Após o falhanço das tentativas muçulmanas de expulsar os cristãos do Algarve, os dois lados acordaram uma trégua com os mouros. Nessa altura, o comendador-mor Pedro Peres pediu licença a Paio Peres, chamado Mestre neste texto, para ir caçar com falcões com cinco dos seus freires cavaleiros num campo a poente de Tavira chamado Antas. A populaça muçulmana indignou-se com o facto de os cristãos terem tomado o caminho mais curto e surpreendem os santiaguistas nas Antas. Um mercador, Garcia Rodrigues, que por ali passava ao ver os cavaleiros cercados junta-se a eles e com eles encontra o martírio. Ao saber deste acontecimento, Paio Peres Correia acorre desde Cacela com a maior parte da sua hoste e tenta, sem sucesso, evitar o massacre.
Os nomes dos mártires tal como apresentados na Crónica de Portugal de 1419 são o comendador-mor Pedro (ou Rui) Pires , Bolero de Coya, Durão Vaz, Álvaro Garcia, Estevão Vaz, Martinho do Vale e o mercador Garcia Rodrigues.

## Crítica
A crítica histórica tem aceite alguns aspectos desta narrativa, mas no seu conjunto é incoerente, porque Tavira foi conquistada antes de 1244, sendo que o referido comendador-mor Pedro Peres estava vivo em 1248 e só se tornou comendador no final do ano de 1242. Além do mais, Paio Peres Correia enquanto comendador e Mestre de Santiago esteve sobretudo envolvido em conquistas no Levante e no cerco de Sevilha.
Ainda assim, é certo que este massacre ocorreu e que foi construído na igreja de Santa Maria de Tavira um monumento com uma inscrição onde foram sepultados os mártires. Em 1518, o monumento era assim descrito:
"Na ombreira da capela mor está um altar dos Mártires com um monumento com sete escudos de fora, os quais mártires são um comendador-mor da Nossa Ordem de Santiago com cimquo cavaleiros da dita Ordem e hum mercador que morrerão todos juntos polla fee de NS com cuja morte se ganhou esta çidade de Tavilla aos Mouros"
Na atualidade, existe um monumento erguido durante a reconstrução posterior ao terramoto de 1755 com uma inscrição coeva que em alude aos "sete cavaleiros" e à própria presença do corpo  do mestre de Santiago, uma tradição local que também não é aceite pelos historiadores, como Luis Filipe Oliveira.